# Music hall

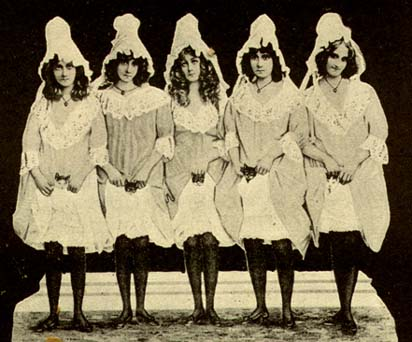
Número de variedades en que las Hermanas Barrison enseñan sus gatitos bajo la falda; años 1890

El music hall fue una forma de espectáculo muy popular en el Reino Unido desde la época victoriana, que empezó alrededor de 1850. El music hall desapareció después de 1918, cuando los halls renombraron este tipo de entretenimiento como variety o espectáculo de variedades. Las percepciones de la distinción entre el atrevido y escandaloso music hall victoriano y el posterior variety en Gran Bretaña difieren. Conforma una mezcla de canciones populares, comedia, actos y entretenimientos variados; el término deriva de un tipo de teatro en el que se realizaba este tipo de entretenimiento. El término puede referirse a:
- Una forma particular de espectáculo con una mezcla de canción popular, comedia y baile. El music hall británico es similar al vodevil estadounidense y a la revista española presentando entusiastas canciones y actos cómicos.
- El teatro u otro lugar en donde se desarrolla dicho espectáculo.
- El tipo de música popular asociado normalmente con dichas presentaciones.

## Orígenes y desarrollo
El Canterbury Hall abrió en el año 1856 en Lambeth, Londres, y tuvo sus orígenes en el espectáculo ofrecido en los bares de nuevo estilo o pubs (que fueron sustituyendo a las antiguas tabernas) desde los años 1830. Estos lugares reemplazaron los entretenimientos semirrurales de las ferias tradicionales y jardines suburbanos de placer tales como Vauxhall Gardens y los Cremorne Gardens. Estos últimos fueron desplazados por el desarrollo urbanístico y perdieron su popularidad.
El hall era una sala junto al bar donde se ejecutaba canto, baile, drama o comedia, previo pago de una admisión. El hall más famoso de Londres y uno los más antiguos era el Grecian Saloon, abierto en 1825 en The Eagle (un antiguo salón de té), en City Road, al este de Londres, el cual aún es recordado por una canción de cuna inglesa, con una misteriosa letra:
Arriba y abajo de City Road
Dentro y fuera de The Eagle
Esa es la forma en que se mueve el dinero
Popular es la comadreja.
Otras salas famosas de "song and supper" ("canto y cena") incluían la de Evan en Covent Garden, el Coal Hole en The Strand, el Cyder Cellars en Maiden Lane, y el Covent Garden y el Mogul Saloon en Drury Lane. El music hall ya como tal, se desarrolló a partir de tales establecimientos en los años 1850 y eran levantados encima y en los sótanos de los pubs. Algunos music halls famosos construidos en esa época fueron:
- El Middlesex, en Drury Lane (1851), levantado en el lugar del Mogul Saloon.
- El Canterbury, en Westminster Bridge Road, Lambeth (1856).
- Wiltons, en Wellclose Square, East End (1856); constituye en la actualidad el Music Hall más antiguo del mundo.[1]
- Weston's, en Holborn (1857), erigido en el lugar del Seven Tankards y la Punch Bowl Tavern.
- The Oxford, Oxford Street (1861), construido en el sitio de un lugar de entrenamiento llamado Boar and Castle.
- The London Pavilion (1861).
- Deacons, en Clerkenwell (1862).
- Collins, en Islington (1862).

## Teatro de variedades

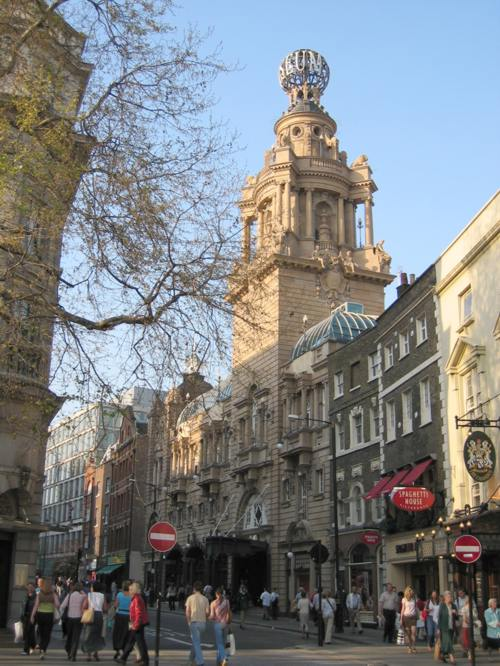
Teatro Coliseum de Londres

A fines del siglo XIX comenzó el tiempo de mayor esplendor del 'teatro de variedades', y edificios de gran envergadura fueron abiertos, como el nuevo Pavilio de Londres en 1885. De acuerdo a Charles Stuart y a A. J. Park en su clásico The Variety Stage (1895):

Hasta ahora los halls han dado indudable evidencia de sus orígenes, pero los últimos vestigios de sus viejas conexiones fueron dejados de lado y emergieron en todo el esplendor y su renacida gloria. Los mayores esfuerzos del arquitecto, el diseñador y el decorador fueron puestos a su servicio y el music hall del pasado renunció al apelativo de 'teatro de variedades' de hoy en día, con sus clásicos exteriores de mármol y piedra, su auditorio pródigamente fijado y sus elegantes y lujosos vestíbulos, así como vastamente iluminados pasillos por miríadas de luces eléctricas.

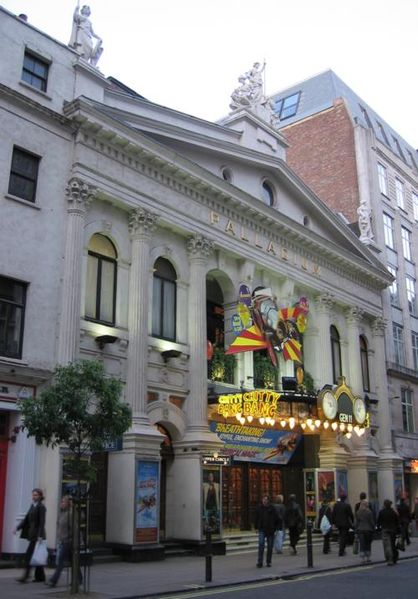
Teatro Palladium, en Londres

Uno de los más grandes nuevos halls fue el Coliseum Theatre, construido por Oswald Stoll en 1904 al final de la calle St Martin's Lane, el cual fue seguido por el London Palladium (1910) en Little Argyll Street. Como el music hall había crecido en popularidad y respetabilidad, la distribución original de un hall grande con mesas en que se servían copas, cambió a un auditorio sin bebidas. La aceptación del music hall como forma de entretenimiento legítima fue sellada por la representación realizada ante el rey Jorge V en 1912 en el Palace Theatre. Sin embargo, al objeto de mantener su respetabilidad, la estrella de music hall del momento, Marie Lloyd, no fue invitada, dado su carácter 'picante' a los ojos y oídos de la monarquía.
La presión por conseguir mayores sueldos para los autores de music hall llevó a la aplicación de la ley de propiedad intelectual a las composiciones musicales. Esta situación fomentó la industria de grabación de música y las ventas de música en gramófonos. El término Tin Pan Alley, para la industria de publicación musical, ganó adeptos entre editores rivales. Los editores musicales de la época como Bill Feldman, Francis and Day, entre otros, eran dueños de compañías grandes y extremadamente rentables. Vendieron el derecho a cantar sus canciones a artistas particulares, y ninguna otra persona tenía así el derecho de cantar las canciones en público.

## Alistamiento
La Primera Guerra Mundial es considerada por muchos como el punto álgido de la popularidad del music hall. Los artistas y compositores se lanzaron a dar su apoyo público y expresaron su entusiasmo por los esfuerzos realizados en pro de la guerra. El music hall patriótico con composiciones como Keep the Home Fires Burning, Pack up Your Troubles, It's a Long Way to Tipperary y We Don't Want to Lose You (But We Think You Ought to Go), fueron cantados por los soldados en las trincheras y por las audiencias en casa. 
Muchas canciones promovían el alistamiento (All the Boys in Khaki Get the Nice Girls; en español, "Todos los hombres de caqui tienen chicas lindas"); otras satirizaban elementos particulares de la experiencia de guerra, por ejemplo, What Did You Do in the Great War, Daddy criticaba a los usureros y gandules; la canción de Vesta Tilley titulada I've Got a Bit of a Blighty One describía a un soldado fascinado por ser seriamente herido y enviado a casa. Las rimas forzadas daban una sensación de humor negro (When they wipe my face with sponges/ and they feed me on blancmanges/ I'm glad I've got a bit of a blighty one: "Cuando limpian mi cara con esponjas y me pegan la sarna, estoy feliz de estar un poco infectado").
El music hall continuó durante los años 1920, 1930 y 1940, pero no ya como la única forma dominante de entretenimiento popular en Gran Bretaña. La llegada de la radio y la baja en los precios del gramófono, lo dañaron enormemente porque ahora tenía que competir con el jazz, el swing y la música de baile de las Big Band, así como con el cine. A pesar de ello, el music hall dio aun origen a grandes estrellas, tales como George Formby, Gracie Fields, Max Miller y Flanagan y Allen durante este período.

## Decadencia
Después de la Segunda Guerra Mundial, la competencia de la televisión y otros nuevos géneros musicales, como el rock and roll, llevó a la lenta desaparición de los music halls, a pesar de algunos intentos desesperados por retener a la audiencia mediante actos desnudistas con estrípers. El golpe final vino cuando Moss Empires, la cadena más grande de music hall británica, cerró la mayoría de sus teatros en 1960. De todas formas, la puesta en escena y las mismas películas musicales continuaron siendo influenciadas por el idioma del music hall. Oliver!, Dr. Dolittle, My Fair Lady y muchos otros musicales exitosos mantenían fuertes raíces en el music hall. La serie de la BBC The Good Old Days, que duró treinta años, recreaba el music hall para la audiencia moderna, y el Paul Daniels Magic Show contenía varios actos especializados, cuya presencia en televisión se prolongó desde 1979 a 1994. Enfocado a una audiencia más joven, pero aún conservando mucho del music hall clásico estaba también el Show de los Muppets.